# Hendrik van Avranches
Hendrik van Avranches (Avranches?, ca. 1190 - ca. 1260) was een Frans-Duits dichter die in de eerste helft van de 13e eeuw in het Latijn schreef. Hij wordt gezien als een van de laatste middeleeuwse vaganten of Goliarden.

## Leven
Hendrik van Avranches werd waarschijnlijk geboren in het Franse Avranches, maar hij bracht het grootste deel van zijn leven zwervend door, als klerk de kost verdienend. Zijn vader zou een Normandiër geweest zijn.
Tussen 1212 en 1241 wordt hij - met tussenpozen - genoemd als deken van het kapittel van Sint-Servaas in Maastricht, waar hij rond 1218 verwikkeld raakte in een conflict met het kapittel. Dit conclict sleepte zich ruim 15 jaar voort (met acht beroepsprocedures in Rome) en Hendrik was in deze periode regelmatig elders te vinden. Al in 1215 was hij werkzaam als klerk van keizer Otto IV. Van 1219 tot 1227 verbleef hij regelmatig in Engeland, waar hij klerk was van diverse kerkelijke hoogwaardigheidsbekleders, onder anderen van Peter des Roches, bisschop van Winchester. In 1220 was hij in Canterbury bij de verheffing van de relieken van de 50 jaar eerder vermoorde Thomas Becket. Na een verblijf in Duitsland, was hij van 1232 tot 1234 te vinden aan het pauselijke hof te Rome. Nog datzelfde jaar keerde hij terug naar Frankrijk (Le Mans en Angers) en Duitsland (wellicht aan het hof van keizer Frederik II). Vanaf 1236 nam hij zijn positie als deken van het Sint-Servaaskapittel weer in. In 1241 was hij klerk van Lodewijk de Heilige van Frankrijk; in  1243 van Hendrik III van Engeland. Van 1245-1250 en opnieuw van 1253-1255 treffen we hem weer in Engeland aan, waar hij onder andere deelnam aan een poëziewedstrijd met Michael van Cornwall. Kort na 1259 is hij overleden.

## Werk
Hendrik van Avranches schreef verscheidene hagiografische dichtwerken, onder andere over het leven van Franciscus van Assisi, over Thomas Becket en over de Engelse filosoof John Blund. Een gedicht over het kasteel Starkenburg in Heppenheim dateert uit 1228 of 1229.
Tussen 1230 en 1240 schreef hij verschillende gedichten voor paus Gregorius IX, die bedoeld waren om de paus op te roepen zijn plicht als mecenas van de kunsten na te komen. In een van die gedichten, waarschijnlijk uit 1231, noemt hij een 'decanus Traiectensis' (deken uit Maastricht), die zich tot de paus richt om hem gerechtigheid tegenover zijn tegenstanders ('rebelles')  te verschaffen, die ondanks het feit dat ze door de bisschop van Luik en de paus geëxcommuniceerd zijn, gewoon doorgaan met het opdragen van de mis. Hendrik spreekt hier zeer waarschijnlijk over zichzelf en zijn slepende conflict met het Maastrichtse kapittel.
- Bibliothèque nationale de France: cb12656474m (data)
- Gemeinsame Normdatei: 119144824
- International Standard Name Identifier: 0000 0000 7982 511X
- Library of Congress Control Number: n50081748
- Nationale Bibliotheek van Tsjechië: xx0011450
- Nationale Bibliotheek van Israël: 987007585692705171
- Réseau des bibliothèques de Suisse occidentale: 02-A000079586
- LIBRIS: 402992
- Système universitaire de documentation: 134240332
- Virtual International Authority File: 8191282
- WorldCat: E39PBJgcY36w9JWCvg6tYhhPwC